# Antonio Graneros
Antonio Rosalino Graneros (Lamadrid, Tucumán; 23 de septiembre de 1928 - San Miguel de Tucumán, Tucumán; 4 de febrero de 2014) fue un futbolista y entrenador argentino. Como futbolista se desempeñó como mediocampista.

## Trayectoria

### Central Córdoba
Graneros empezó su carrera futbolística en Central Córdoba de Tucumán. Fue uno de los pilares del club en los años más gloriosos de la institución. En 1948 se consagra campeón del anual de la Liga Tucumana lo que significó  el segundo título de la institución en dicha competición. En 1950 obtiene su segundo título anual en tres años. En 1951 lucharía hasta el final del campeonato pero no podría alcanzar a Atlético Tucumán. En 1952 logra su tercera liga tucumana en 5 años, algo que no lograba un club, fuera de Atlético y San Martín, desde San Pablo a fines de la década del 30.
Graneros fue parte de 3 de los 4 títulos del anual de la Liga Tucumana que ostenta Central Córdoba.

### Atlético Tucumán
En 1956 es transferido a Atlético  Tucumán. En su primer año no pudo campeonar, pero el equipo dejó buenas sensaciones, marcando lo que le depararía al Decano en el futuro. En 1957 logra ganar el anual de la Liga Tucumana, luego de 5 años en donde el título le fue esquivo al decano. En 1958 volvería a quedarse con el título, con uno de los mejores equipos en la historia del club.  En los 1959 se consagraría campeón, nuevamente, lo que le permitiría disputar el Campeonato de Campeones de la República Argentina, en dónde se quedarían con el título, siendo este el primero a nivel nacional de Atlético Tucumán.En 1960 y 1961 se haría con los campeonatos, lo que significaría el cuarto y el quinto título consecutivo, algo que no había pasado nunca hasta ese momento. Finalmente ese sería su último año como jugador, pero Antonio seguiría vinculado al Club, ya que se haría cargo de la dirección técnica del equipo en 1962 y obtendría los títulos de 1962, 1963 y 1964 para completar el octacampeonato. En 1981 tendría un interinato para dirigir el Nacional 1981.

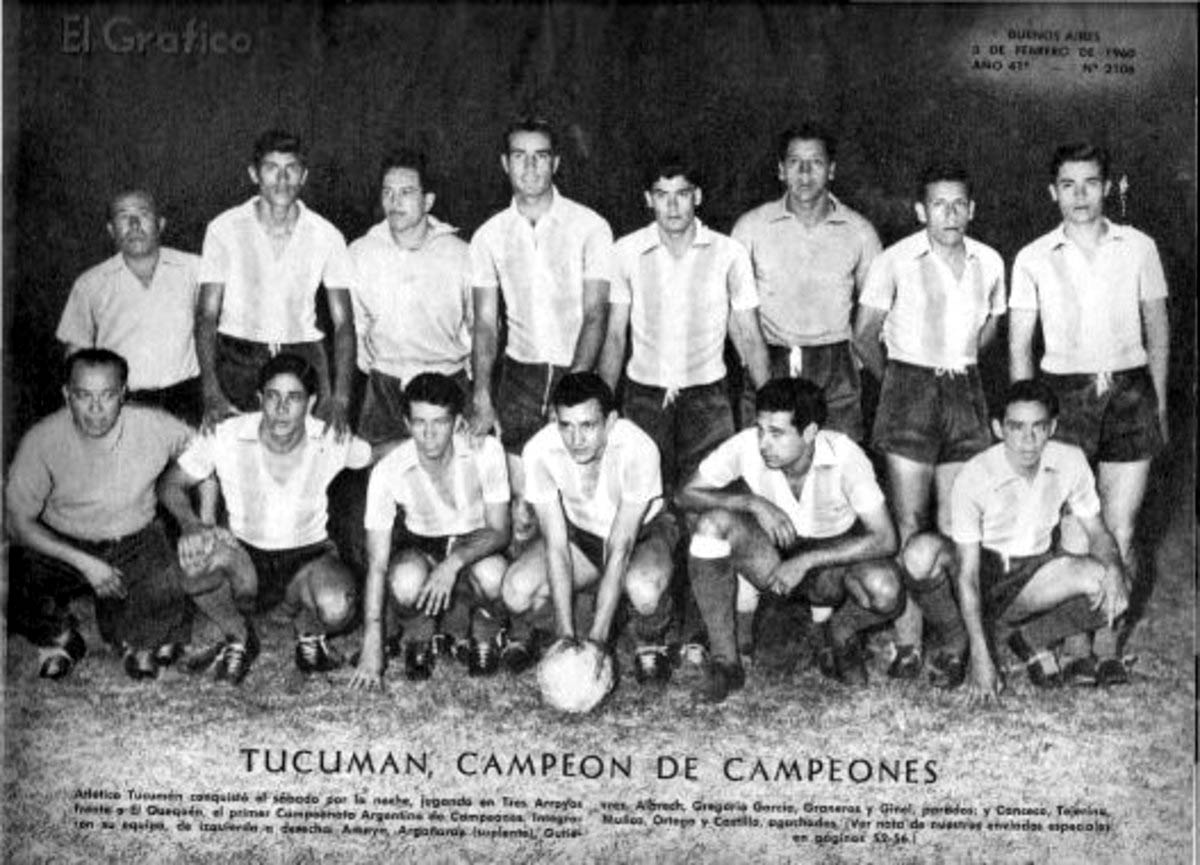
Atlético Tucumán campeón del Campeonato Argentino de Campeones.

## Clubes
| Club             | País      |
| ---------------- | --------- |
| Central Córdoba  | Argentina |
| Atlético Tucumán | Argentina |

## Palmarés
| Título                                  | Equipo           | País      | Año  |
| --------------------------------------- | ---------------- | --------- | ---- |
| Liga Tucumana                           | Central Córdoba  | Argentina | 1948 |
| Liga Tucumana                           | Central Córdoba  | Argentina | 1950 |
| Liga Tucumana                           | Central Córdoba  | Argentina | 1952 |
| Liga Tucumana                           | Atlético Tucumán | Argentina | 1957 |
| Liga Tucumana                           | Atlético Tucumán | Argentina | 1958 |
| Liga Tucumana                           | Atlético Tucumán | Argentina | 1959 |
| Liga Tucumana                           | Atlético Tucumán | Argentina | 1960 |
| Liga Tucumana                           | Atlético Tucumán | Argentina | 1961 |
| Campeonato de Campeones de la República | Atlético Tucumán | Argentina | 1960 |